# Johann Friedrich Knublauch
Johann Friedrich Knublauch (* 29. Oktober 1809 in Külte; † 13. September 1867 in Nieder-Wildungen) war ein deutscher Richter und Politiker.
Knublauch war der Sohn des Wirtes Karl Friedrich Knublauch (1773–1832) und dessen Ehefrau Maria Katharina, geborene Wagener (1780–1831). Er heiratete am 10. August 1837 in Wetzlar in erster Ehe Johanne Henriette Charlotte Ortenbach (1813–1853). In zweiter Ehe heiratete er am 4. Januar 1855 in Wetzlar Elisabeth Philippine Auguste Ortenbach, eine Schwester der ersten Ehefrau. Knublauch studierte Rechtswissenschaften und wurde 1834 Advokat und Regierungsprokurator in Arolsen. 1843 wurde er Justizamtmann in Rhoden und 1860 Kreisgerichtsdirektor in Wildungen. Von 1852 bis 1853 war er für den Wahlkreis Kreis des Eisenbergs Abgeordneter im Landtag des Fürstentums Waldeck-Pyrmont. 